# Ingo Wachtel
Ingo Wachtel (* 7. August 1912 in Plötzig in Westpreußen; † 19. Oktober 1990)  war ein deutscher Schriftsetzer, Zeitungs-Vertriebsleiter und Parteifunktionär (SPD/SED).

## Leben
Wachtel entstammte einer kleinbürgerlichen Familie. Sein Vater war Lehrer. Nach dem Umzug der Familie nach Nordhausen war der Vater dort SPD-Stadtverordneter. Als Ingo Wachtel Volksschule und Gymnasium abgeschlossen hatte, wurde er Volontär bei der „Nordhäuser Volkszeitung“. Er trat in die Sozialistische Arbeiterjugend (SAJ) ein und wurde im Umfeld von Johannes Kleinspehn aktiv. 1928 wurde er Mitglied in der Sozialdemokratischen Partei Deutschlands (SPD).
Nach der Machtübertragung an die NSDAP arbeitete Wachtel als Geschäftsstellenleiter bei Zeitungsunternehmen. 1942 war er zeitweise Vertriebsleiter der deutschen Ukraine-Zeitung in Luck.
Als die NS-Herrschaft beseitigt war, wurde er im Dezember 1945 Regionalsekretär für Westthüringen beim SPD-Landesvorstand. Außerdem arbeitete er ehrenamtlich für Jugendfragen. Im April 1946 wurde er Sekretariatsmitglied im Landesvorstand und Abteilungsleiter für Öffentlichkeitsarbeit. Den entsprechenden Part für die KPD hatte Stefan Heymann inne. Er engagiert sich dabei stark für die Vorbereitung der Landtagswahlen und plädierte für tolerante Umgangsweisen in der Partei. 1947 wechselte er zusammen mit Erich Gniffke nach Berlin und schied aus der Landesführung der Partei aus. 1948 verließ er die SBZ Richtung Westdeutschland, weil offenbar über seine einstige Wehrmachtstätigkeit in der Ukraine Gerüchte im Umlauf waren.